# Yozoh
Dans ce nom coréen, le nom de famille, Shin, précède le nom personnel.
Shin Soo-jin (본명: 신수진), connue sous son nom de scène, Yozoh (요조), née le 11 juin 1981 à Séoul, est une chanteuse et actrice sud-coréenne. 

## Biographie
Shin Soo-jin a été diplômée de l' université de Kyonggi. Le 13 août 2007, sa sœur a été tuée en compagnie d'une deuxième personne à la suite d'un accident qui s'est déroulé dans le métro de Cheongnyangni à Séoul.

## Vie privée
En juin 2010, Shin Soo-jin a commencé à fréquenter l'acteur Lee Sang-soon mais ce n'est qu'en avril 2011 qu'ils annoncent qu'ils se sont séparés après neuf mois de relation.

## Filmographie

### Au cinéma
- 2009 : Cafe Noir : Sim Eun-ha
- 2009 : Sogyumo Acacia Band's Story : Elle-même
- 2010 : Come, Closer : Hye-yeong

## Discographie

### Singles
- 2008 : 37.2°C Pink (Yozoh & PRIMARY)
- 2008 : Morning Star (모닝 스타)
- 2009 : Cooky
- 2009 : Color of City (Pink) (Yozoh & Kim Jin Pyo)
- 2009 : VONO
- 2010 : Urineun Seoncheoreom Gamanhi Nuwo (우리는 선처럼 가만히 누워)
- 2012 : Duet part.1 (듀엣)
- 2012 : Donggyeongsonyeo (동경소녀)

### OST
- 2007 : The 1st Shop of Coffee Prince OST

- Keopi Hanjan Ettae? (Yozoh feat. Humming Urban Stereo)
- Go Go Chan!! (Yozoh feat. Tearliner)
- 2007 : Golden Bride OST

- Oh My Baby (Yozoh feat. Humming Urban Stereo)
- 2007 : New Heart OST

- Morning Star (Yozoh feat. Sentimental Scenery)
- 2009 : 4th Period Mystery OST

- I Like You
- 2012 : Love Rain OST

- Again and Again
- 2012 : My Husband Got a Family OST

- Looking at The Empty Sky
- 2012 : Cheongdamdong Alice OST

- Sorry (Yozoh feat. Lee Seung-hwan)
- 2013 : Hwai: The Child Who Swallowed A Monster OST

- Alice In Weird Land